# Jean-Baptiste Le Mascrier
Jean-Baptiste Le Mascrier (* 1697 in Caen; † 16. Juni 1760 in Paris) war ein französischer Geistlicher (Abbé), Autor und Auftragsschreiber.
1692 traf er Benoît de Maillet in Ägypten, dessen Erinnerungen er für die Description de l’Égypte zusammentrug und dessen Talliamed er herausgab.
1758 gab Le Mascrier eine zweisprachige (lateinisch und französisch) Ausgabe des Werks Cantilenae intellectuales de Phoenice redivivo von Michael Maier heraus.
Sein Werk Idée du gouvernement ancien et moderne de l’ÉEgypte sieht Helmut Zedelmaier im Anschluss an Baumgarten als Beleg für Le Mascriers „Ablehnung der ‚gesamten alten Historie‘“.

## Werke
- Idée du gouvernement ancien et moderne de l’Égypte : avec la description d’une nouvelle pyramide, et de nouvelles remarques sur les moeurs et les usages des habitans de ce pays, 17xx (online: 1. Teil, 2. Teil)
- Mémoires Historiques Sur La Louisiane, Paris, 17xx
- Description de l’Égypte, contenant plusieurs remarques curieuses sur la Géographie ancienne et moderne de ce Païs, sur ses Monumens anciens, sur les Mœurs, les Coutumes, & la Religion des Habitans, sur le Gouvernement & le Commerce, sur les Animaux, les Arbres, les Plantes, etc. (Composé sur les Mémoires de M. de Maillet, ancien Consul de France au Caire, par M. L’Abbé Le Mascrier), Paris, Chez Louis Genneau et Jacques Rollin, fil, 1735 (online)
- Beschryvinge Van Egypte: Behelzende Verscheide, Keurige, Aanmerkingen, 1737
- Antoine Banier, Jean-Baptiste Le Mascrier (Hrsg.), Bernard Picart (Illustrationen): Histoire générale des cérémonies, mœurs et coutumes religieuses de tous les peuples du monde, Paris, Rollin, 1741 (online)
- Essai sur la chronologie, London, 1751
- Chansons intellectuelles sur la résurrection du phénix